# Rhizotrogus cicatricosus
Rhizotrogus cicatricosus (Mulsant, 1842) è un coleottero appartenente alla famiglia degli Scarabeidi (sottofamiglia Melolonthinae).

## Descrizione

### Adulto
R. cicatricosus si presenta come un coleottero di dimensioni medio-piccole, oscillando tra i 14 e i 17 mm di lunghezza. È caratterizzato da un corpo tozzo e cilindrico, dal color marroncino. I maschi presentano le antenne leggermente più sviluppate rispetto a quelle delle femmine.

### Larva
Le larve hanno l'aspetto di vermi bianchi dalla forma a "C". Presentano la testa e le tre paia di zampe sclerificate.

## Biologia
Gli adulti sono attivi con l'arrivo della primavera. Sono di abitudini diurne e volano specialmente nei pomeriggi di pieno sole in prossimità di terreni secchi e calcarei. Le larve si sviluppano nel terreno e si nutrono di radici di piante erbacee.

## Distribuzione
R. cicatricosus è diffuso in Francia, nord-ovest della Spagna, in Svizzera e in Germania. In Italia è diffusa nella parte centro-settentrionale, ad eccezione di Lombardia, Triveneto e Valle d'Aosta.